# Charitopes areolaris
Charitopes areolaris är en stekelart som först beskrevs av Thomson 1884.  Charitopes areolaris ingår i släktet Charitopes och familjen brokparasitsteklar. Arten är reproducerande i Sverige. Inga underarter finns listade i Catalogue of Life.